# Forsbacka (Gävle)
Forsbacka is een plaats in de gemeente Gävle in het landschap Gästrikland en de provincie Gävleborgs län in Zweden. De plaats heeft 1748 inwoners (2005) en een oppervlakte van 171 hectare. De plaats ligt aan de locatie, waar het meer Storsjön uitmondt in de rivier de Gävleån. In het Storsjön liggen vlak bij de plaats enkele eilanden op een aantal eilanden staat bebouwing en op sommige zijn plaatsen die zijn ingericht om er te recreëren.

## Verkeer en vervoer
Bij de plaats loopt de E16/Riksväg 68.
Bestuurscentrum: Gävle (Tätort)
Tätort:
Åbyggeby · Berg · Bergby · Björke · Bönan 
· Forsbacka · Forsby · Furuvik · Hagsta · Hamrångefjärden · Hedesunda · Lund · Norrsundet · Totra · Trödje · Valbo
Småort:
Åbyggeby (tegelbruket) · Alborga · Allmänninge · Axmar by · Backa · Berg en Sjökalla · Björke (oostelijk deel) · Brunnsvik · Eskön en Esköränningen · Finnböle · Grinduga · Häcklinge · Harkskär · Hästbo · Hillevik · Hillsjöstrand · Lövåsen en Dansheden · Mårtsbo · Ölbo · Oppala · Östanbäck en Lund · Sikvik · Småmuren · Utvalnäs